# توپولف تو-۱۶۰

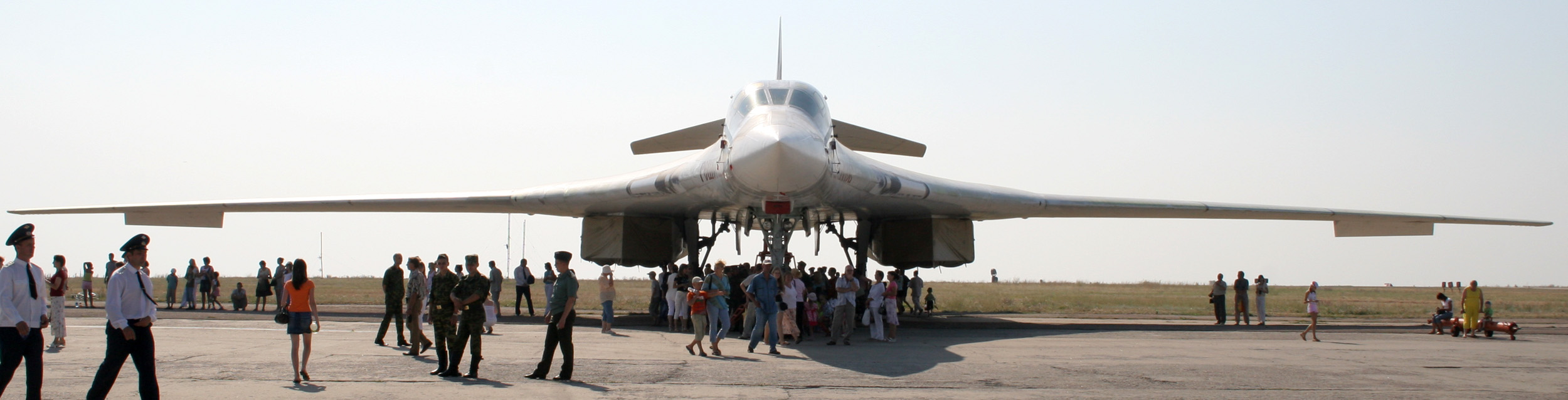

توپولف تو-۱۶۰ (به روسی: Туполев Ту-160) ملقب به «قوی سپید» (نام ناتو: بلک‌جک Blackjack) بمب‌افکن استراتژیک مافوق صوت بال متحرک ساخت شرکت توپولف در کشور روسیه (شوروی) است. این بمب‌افکن تا حدی از خصوصیات پنهان‌کاری شامل کاهش نیمرخ راداری و بازتاب گرمایی برخوردار است و به‌طور کلی قابل مقایسه با بمب‌افکن آمریکایی بی-۱ لنسر است در حالی که ابعاد آن بزرگتر است و ظرفیت حمل مهمات بیشتری دارد. قیمت این بمب افکن نامعلوم است. این بمب افکن دارای قابلیت حمل بمب هسته‌ای و متعارف می‌باشد و آخرین بمب افکن استراتژیک ساخت شوروی است که بزرگ‌ترین هواپیمای جنگی، بزرگ‌ترین هواپیمای مافوق صوت و بزرگ‌ترین هواپیما با قابلیت بال متغیری است که تاکنون ساخته شده است. تاکنون ۳۵ عدد از این بمب‌افکن ساخته شده و تولید این بمب افکن که در دوران شوروی آغاز شد هنوز در روسیه ادامه دارد. نیروی هوایی روسیه هم‌اکنون ۱۶ فروند توپولف-۱۶۰ را در خدمت رسمی خود دارد.

## پیشینه

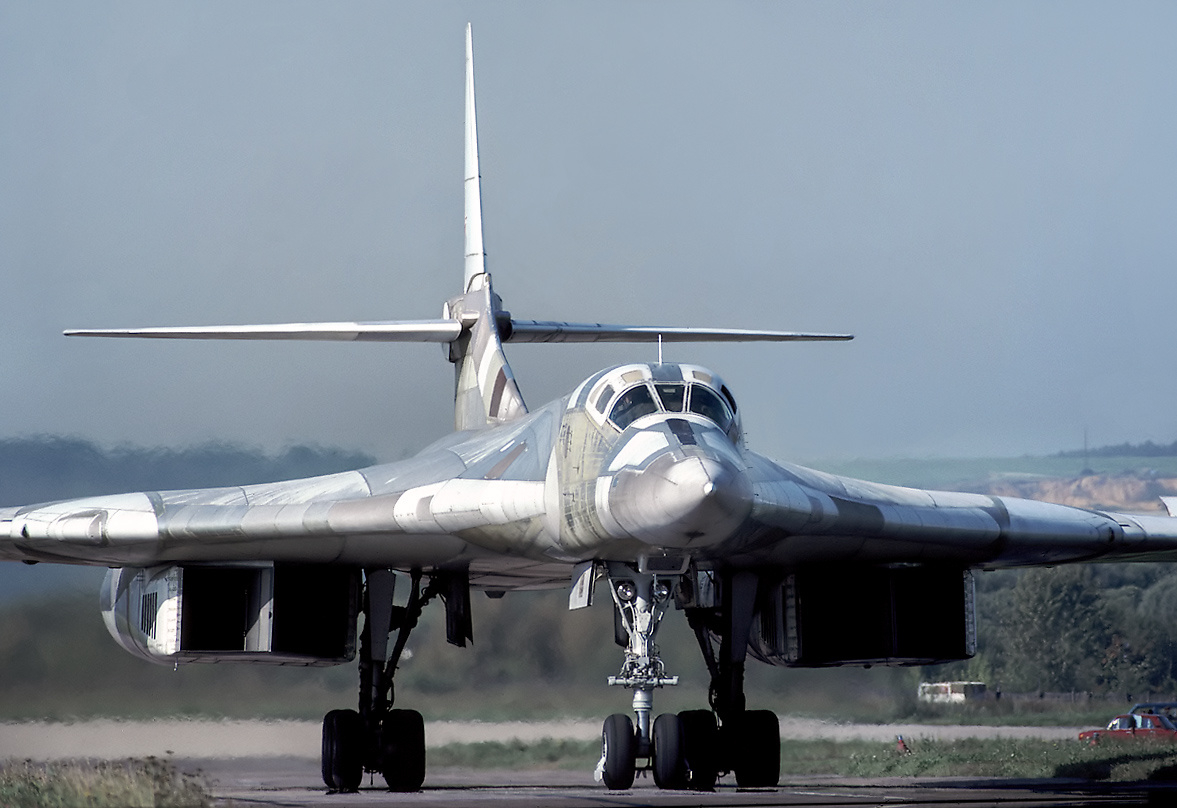
مراحل تست پرواز تو-۱۶۰ در سال ۱۹۹۳

هواپیمای بمب افکن سوپرسونیک استراتژیک توپولف ۱۶۰ طی سال‌های ۱۹۸۰ تا ۱۹۹۲ توسط مجتمع پژوهشی و مهندسی هواپیمایی توپولف در مسکو و در مجموعه هواپیماسازی «گاربونف» کازان مستقر در تاتارستان در دست تولید بود. اما یک فروند نیز در ماه مه سال ۲۰۰۰ میلادی به نیروی هوایی روسیه تحویل داده شد. البته نیروی هوایی اوکراین این هواپیما را در سال ۲۰۰۱ از خدمت خارج کرد. توپولف-۱۶۰ توانایی انجام مأموریت‌های محوله در تمامی شرایط آب و هوایی و روز و شب را برخوردار می‌باشد.
توپولف-۱۶۰ در دوران جنگ سرد به عنوان پاسخی به پروژه بمب افکن بی-۱ لنسر آمریکا و با مأموریت اصلی شلیک موشک‌های کروز هواپایه طراحی و تولید شد. توپولف تی یو ۱۶۰ بلک جک امروزه سنگین‌وزن‌ترین و از نظر توان حمل مهمات قدرتمندترین بمب افکن حال حاضر دنیاست. این هواپیما به علت توانایی مانور بالا و رنگ سفید آن به درنای سفید معروف است.
دو فروند از توپولف-۱۶۰ برای انجام پرواز آزمایشی ۱۳ سپتامبر ۲۰۰۸ وارد ونزوئلا شد. از این بمب افکن‌ها تحت عنوان میراث‌های جنگ سرد نام برده شده است.

## طراحی

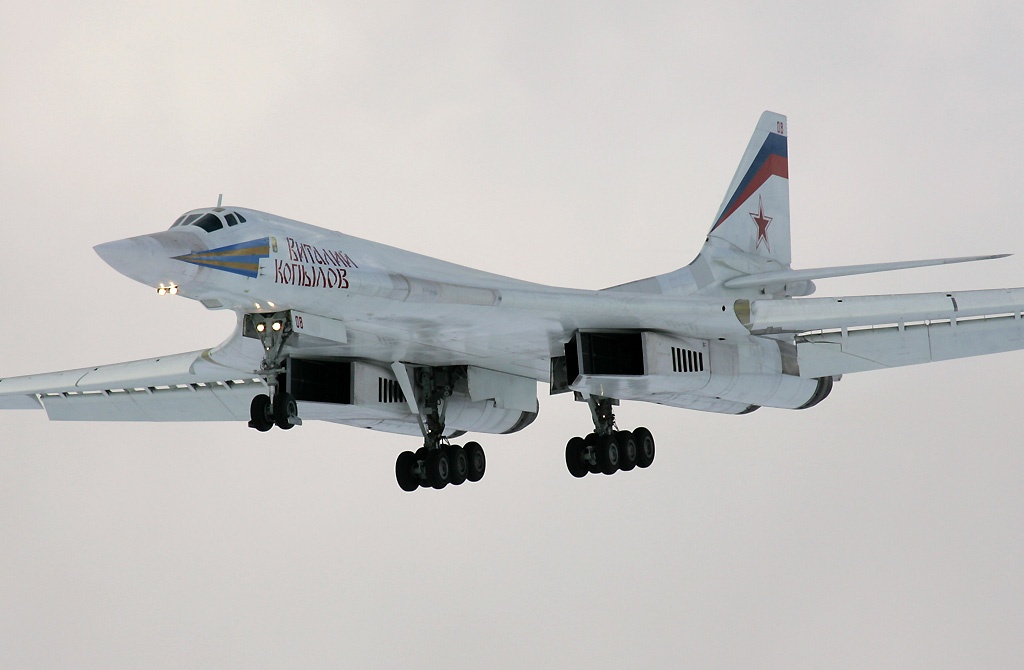

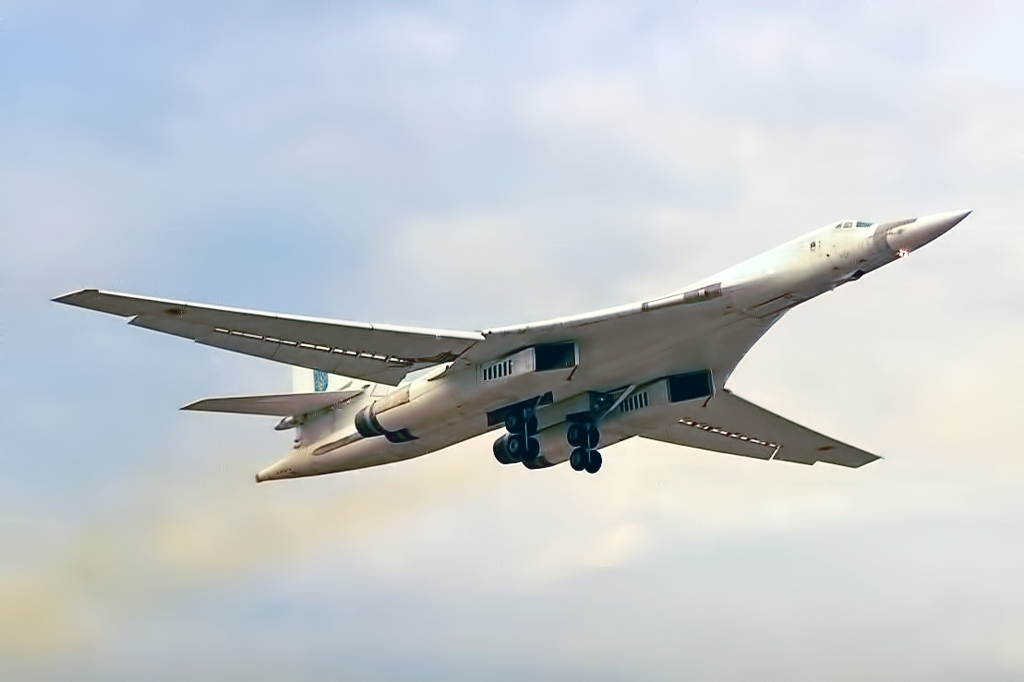

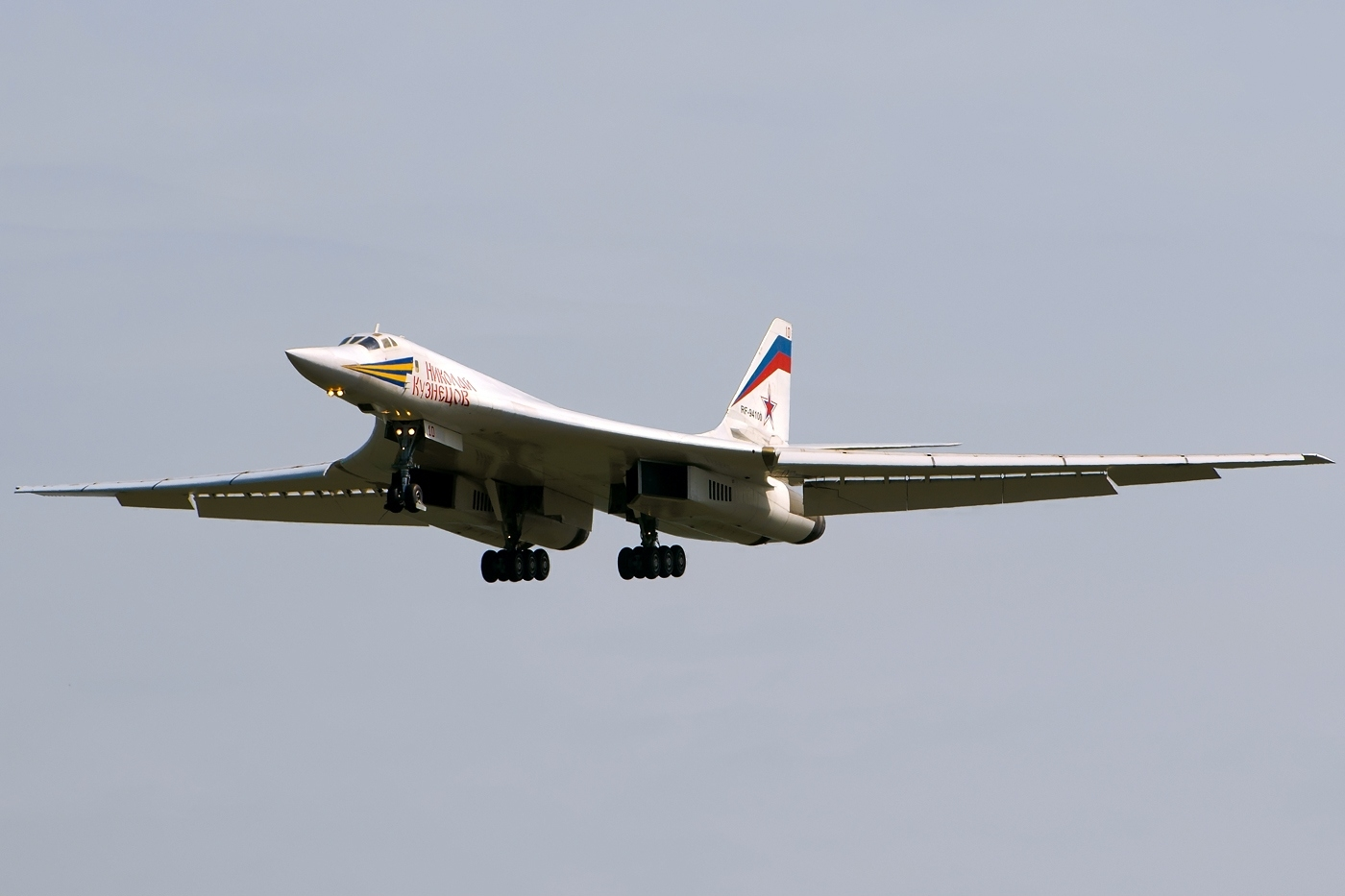

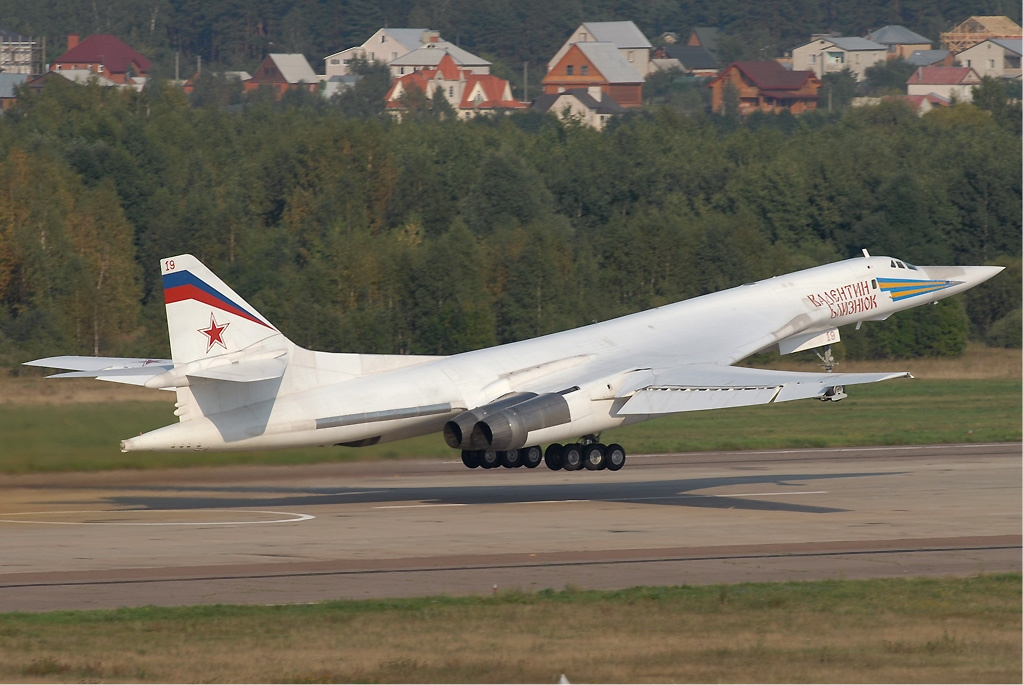

سازه بدنه بر مبنای یک تیر تیتانیومی است که به‌طور کل همه اعضای اصلی این پرنده به این تیر تیتانیومی متصل می‌باشند. توپولف-۱۶۰ آخرین هواپیمای دارای سیستم بال متغیر است که تاکنون ساخته شده است و این ویژگی برای پرواز بهتر در سرعت‌های مختلف در آن به کار رفته است. سیستم کامپیوتری هواپیما بنابر سرعت موجود میزان به عقب رفتگی بال را تنظیم می‌نماید. بال‌های متغیر این هواپیما کلاً می‌تواند در سه حالت ۲۰ درجه برای فرود، ۳۵ درجه برای پرواز کروز یا گشت زنی‌عادی در آسمان و ۶۵ درجه برای پرواز در سرعت‌های مافوق صوت قرار گیرد.
در حالتی که بال‌ها کاملاً به عقب برگشته‌اند، از سطح داخلی بال‌ها فلپ‌هایی به صورت عمودی روی هر بال بلند می‌شوند که نقش ایجاد ثبات را در سرعت‌های بالا ایفا می‌کنند. همچنین در امتداد جلو و عقب این چرخ‌ها محفظه‌های حمل تسلیحات در خط میانی وسط هواپیما تعبیه شده است. در انتهای مخروطی دم هواپیما، چترهای فرود آن قرار داده شده‌اند که به کاهش سرعت در هنگام فرود کمک می‌کنند. برد عملیاتی هواپیما ۱۴۰۰۰ کیلومتر و سقف پرواز آن در ارتفاع ۱۶۰۰۰ متر و حداکثر سرعت این هواپیما در ارتفاع بالا ۲۰۰۰ کیلومتر بر ساعت و در ارتفاع پایین ۱۰۳۰ کیلومتر می‌باشد.
ارابه فرود این هواپیما شامل یک ارابه دو چرخی در دماغه یا جلوی هواپیما و دو ارابه شش چرخی در دو جفت، در میان موتورها و یک چتر ترمز می‌باشد. این بمب افکن مجهز به سیستم سوختگیری هوایی است که برای انجام عملیات سوخت‌گیری هوا به هوا با دقت بیشتر، لوله سوخت‌گیری در جلوی شیشه خلبانان قرار گرفته که عمل سوخت‌گیری را به مراتب ساده‌تر می‌سازد که در شرایط عادی لوله سوخت‌گیری در نوک بدنه در جلوی کابین خلبان جمع می‌شود. ظرفیت سوخت‌گیری این هواپیما ۱۶۰ تن می‌باشد. توپولف-۱۶۰ برای برخاستن به یک باند ۳۰۵۰ متری نیاز دارد.

## کابین

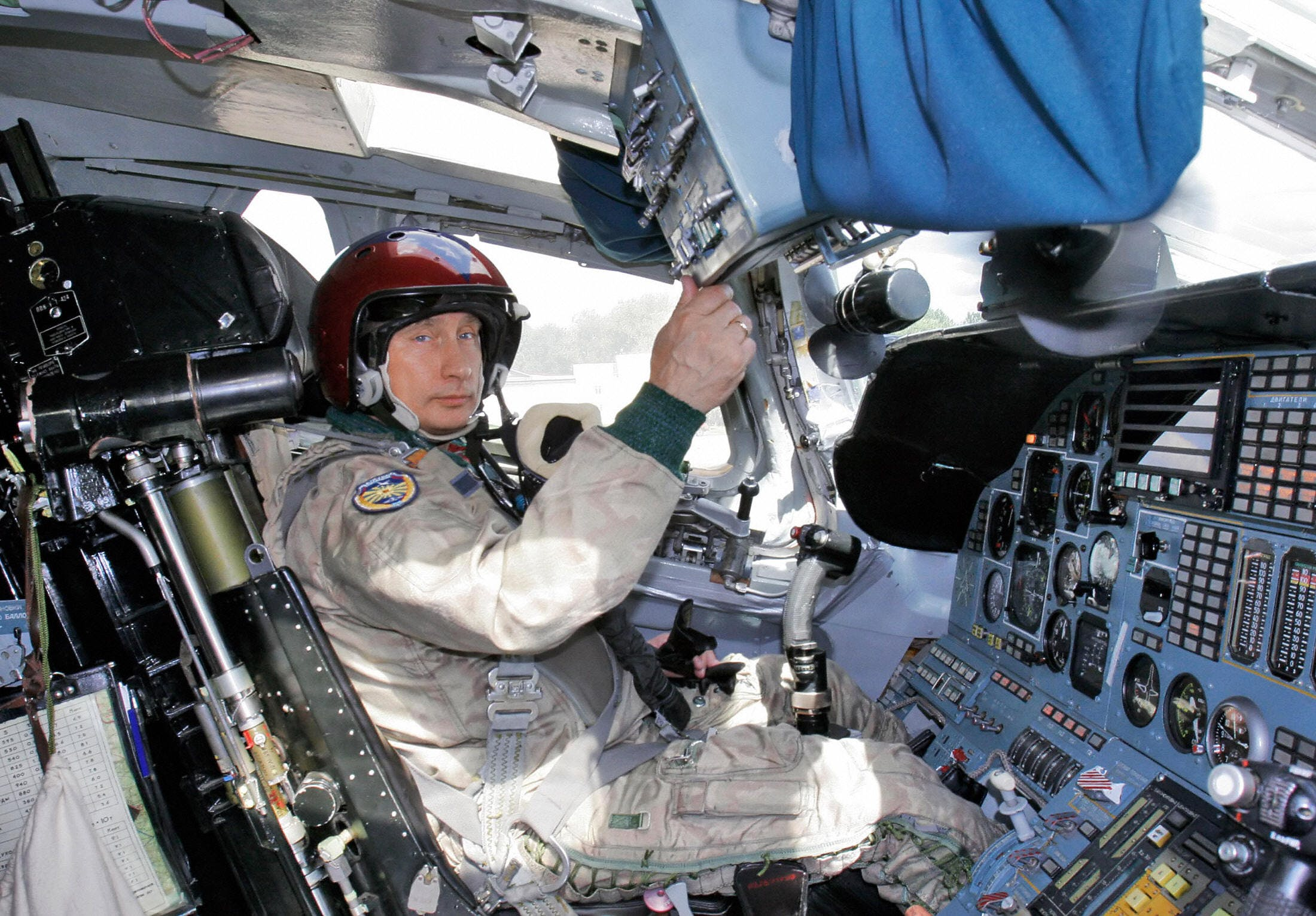
ولادیمیر پوتین رئیس‌جمهور روسیه در کابین خلبان توپولف-۱۶۰

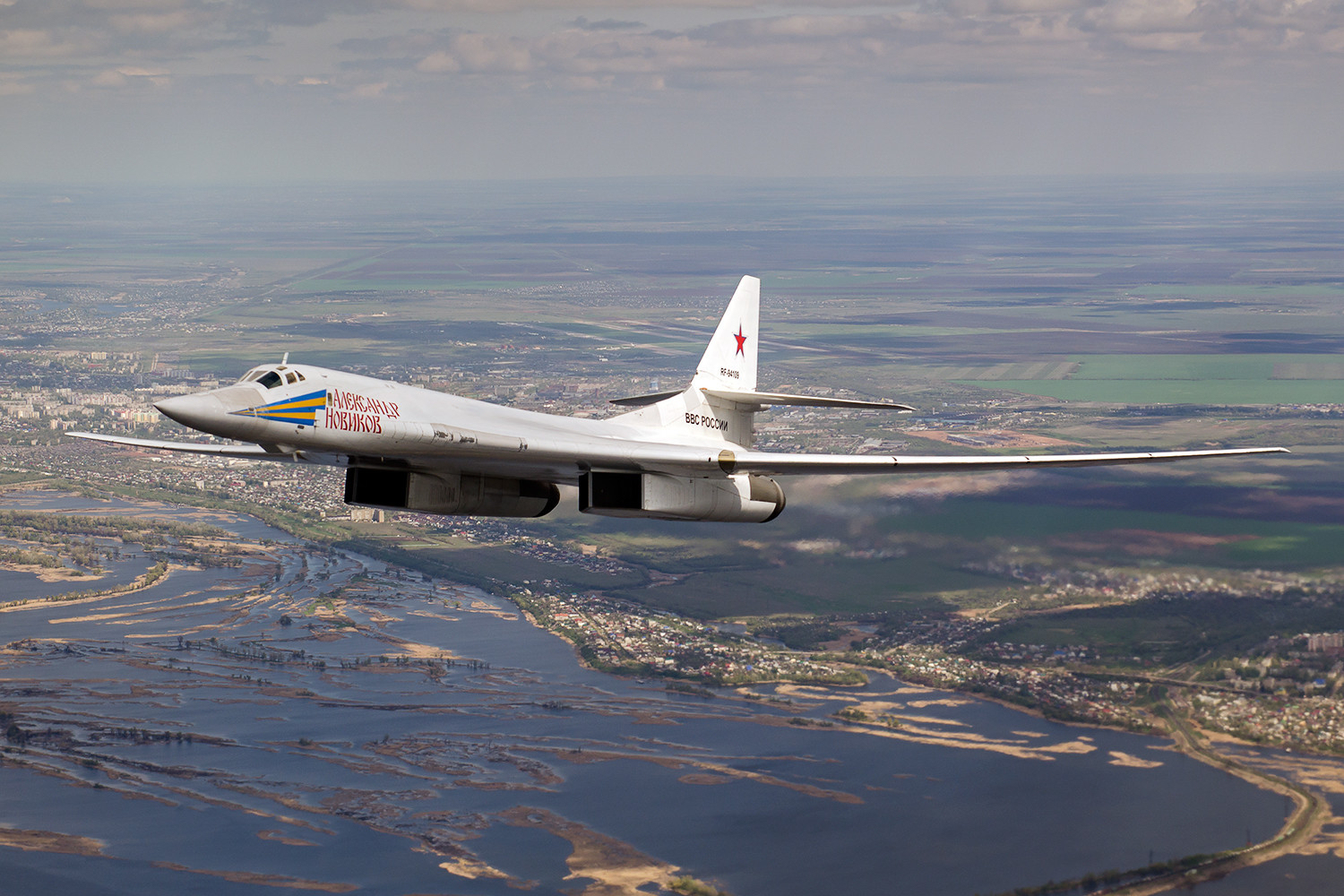

خدمه پروازی توپولف ۱۶۰ شامل ۴ نفر است یک افسر خلبان و یک افسر کمک خلبان و یک افسر مهندس پرواز و یک افسر مسئول تسلیحات است؛ که هر چهار نفر به صندلیهای پرتاب شونده صفر/صفر (سرعت صفر/ارتفاع صفر) مجهز هستند که می‌توانند با ایمنی کامل در همه ارتفاعات و سرعت‌های پروازی حتی در زمان استقرار هواپیما بر روی باند اقدام به خروج اضطراری یا همان ایجکت نمایند. برخلاف سایر بمب افکن‌های سنگین دیگر که از یوک و فرمان استفاده می‌کنند، این بمب افکن همچون جنگنده‌ها یک دسته فرمان برای کنترل هواپیما توسط خلبان دارد.

## موتورها
این هواپیما برای تأمین قدرت خود از چهار موتور توربوفن NK-۳۲ مجهز به پس‌سوز بهره می‌جوید که هرکدام از این موتورها رانشی برابر با ۲۵۰۰۰ کیلوگرم تولید می‌کند. موتورها در دو غلاف زیر بالها قرار گرفته‌اند و دارای ورودی‌های هوای متغیر هستند.

## جنگ‌افزار
این هواپیما قابلیت حمل موشک کروز استراتژیک خا-۵۵ با برد ۳۰۰۰ کیلومتر (که در غرب و ناتو به آاس-۱۵ کنت معروف است) را دارد و تا ۱۲ فروند از این موشک (یعنی در هر محفظه ۶ فروند) قابل حمل است.
توپولوف ۱۶۰ بلک جک می‌تواند جنگ‌افزارهای هسته‌ای و متعارف شامل موشکهای دوربرد هسته‌ای را حمل نماید. این هواپیما برای دفاع از خود به موشک‌های حرارت‌یاب و سیستم‌های مغشوش‌کننده رادار و پرتاب‌کننده شراره‌های گمراه‌کننده موشک حرارتی مجهز شده است. همچنین امکان حمل موشک کاچ-۱۵پی (نام ناتو: آاس-۱۶) با برد ۲۰۰ کیلومتر وجود دارد که می‌تواند به یک کلاهک اتمی یا متعارف ۲۵۰ کیلوتنی مجهز شود. ظرفیت نهایی این بمب افکن ۴۰ تن بمب یا موشک می‌باشد.

## الکترونیک پروازی
این هواپیما از سیستم کنترل با فرمان‌ها الکتریکی (FBW)استفاده می‌کند. در این هواپیما از کامپیوتر استفاده بسیاری شده و این بمب افکن از یک سیستم هدف‌گیری یکپارچه و سیستم ضد جنگ الکترونیکی و کنترل خودکار سود می‌جوید. در دماغه این هواپیما، سیستم رادارای آبزور K قرار گرفته است که از آن هم برای اسکن آسمان و همین‌طور برای بررسی و مطالعه اهداف زمینی استفاده می‌شود. همچنین در دماغه رادار سپوکا نیز برای بررسی سطح زمین هنگام پرواز سینه مال یا بسیار نزدیک به زمین و در ارتفاعات پایین نیز تدارک دیده شده است. برای هدایت موشک‌ها، از سیستم پیشرفته راداری ناوبری/حمله اختاپوس که هم برای هدایت هواپیما و هم به منظور هدایت سلاح‌ها به کار برده می‌شود، استفاده می‌شود. این سیستم اطلاعات و مختصات محوری لازم را برای موشک‌های کروز شلیک شده به خوبی فراهم می‌آورد. همچنین این سیستم نقشه‌ای دیجیتالی را از سطح زمین قبل از پرتاب موشک به آن تحویل می‌دهد که عمل هدایت را دقیق تر می‌کند.
با انجام عملیات ارتقاء بر روی این هواپیما، انتظار می‌رود که تا سال ۲۰۲۰ تا ۲۰۲۵ در خدمت باقی‌مانده و پرواز نمایند.

## به روزرسانی
آخرین مدل به روزرسانی شده توپولوف ۱۶۰ ام-۲ در کازان روسیه در روز ۱۸ نوامبر ۲۰۱۸ رونمایی شد. لازم است ذکر شود این بمب افکن نیز مافوق صوت است.

## مشخصات فنی
داده‌ها از Jane's All the World's Aircraft 2003–2004
ویژگی‌های عمومی
- خدمه: 4 (pilot, co-pilot, bombardier, defensive systems officer)
- طول: ۵۴٫۱ متر (۱۷۷ فوت ۶ اینچ)
- پهنای بال: ۵۵٫۷ متر (۱۸۲ فوت ۹ اینچ) wings spread (20°)

۳۵٫۶ متر (۱۱۷ فوت) wings swept (65°)
- ارتفاع: ۱۳٫۱ متر (۴۳ فوت ۰ اینچ)
- مساحت بال‌ها: ۴۰۰ متر مربع (۴٬۳۰۰ فوت مربع) wings spread

۳۶۰ متر مربع (۳٬۸۷۵ فوت مربع) wings swept
- وزن خالی: ۱۱۰٬۰۰۰ کیلوگرم (۲۴۲٬۵۰۸ پوند)
- وزن ناخالص: ۲۶۷٬۶۰۰ کیلوگرم (۵۸۹٬۹۵۷ پوند)
- بیشترین وزن برخاست: ۲۷۵٬۰۰۰ کیلوگرم (۶۰۶٬۲۷۱ پوند)
- پیشرانه: ۴ عدد afterburning turbofan engines Samara NK-321, ۱۳۷٫۳ کیلونیوتن (۳۰٬۹۰۰ پوند-نیرو) thrust  در هر موتور dry, ۲۴۵ کیلونیوتن (۵۵٬۰۰۰ پوند-نیرو) با پس‌سوز

عملکرد
- حداکثر سرعت: ۲٬۲۲۰ کیلومتر بر ساعت (۱٬۳۸۰ مایل بر ساعت، ۱٬۲۰۰ گره) at ۱۲٬۲۰۰ متر (۴۰٬۰۲۶ فوت)
- حداکثر سرعت: ۲٫۰۵ ماخ
- سرعت کروز: ۹۶۰ کیلومتر بر ساعت (۶۰۰ مایل بر ساعت، ۵۲۰ گره) / M0.9
- بُرد: ۱۲٬۳۰۰ کیلومتر (۷٬۶۰۰ مایل، ۶٬۶۰۰ مایل دریایی) practical range without in-flight refuelling, Mach 0.77 and carrying 6 × Kh-55SM dropped at mid range and 5% fuel reserves[۳]
- بُرد رزمی: ۲٬۰۰۰ کیلومتر (۱٬۲۰۰ مایل، ۱٬۱۰۰ مایل دریایی) at Mach 1.5; or ۷٬۳۰۰ کیلومتر (۴٬۵۳۶ مایل) at subsonic speeds[۴]
- حداکثر ارتفاع: ۱۶٬۰۰۰ متر (۵۲٬۰۰۰ فوت)
- نرخ صعود: ۷۰ متر بر ثانیه (۱۴٬۰۰۰ فوت بر دقیقه)
- برآر به پسار: 18.5–19, while supersonic it is above 6[۵]
- بارگیری بال: ۷۴۲ کیلوگرم بر متر مربع (۱۵۲ پوند بر فوت مربع) with wings fully swept
- نیرو/وزن: ۰٫۳۷

تسلیحات

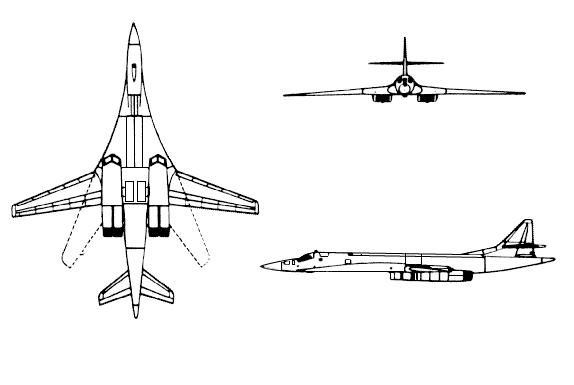

- Two internal weapon bays for ۴۵٬۰۰۰ کیلوگرم (۹۹٬۲۰۸ پوند) of ordnance.[۶]

- Two internal rotary launchers each holding 6× Raduga Kh-55SM/101/102/555 cruise missiles (primary armament) or 12× AS-16 Kickback short-range nuclear missiles.